# (7632) Stanislav
(7632) Stanislav es un asteroide que forma parte del cinturón de asteroides y fue descubierto el 20 de octubre de 1982 por Liudmila Gueorguievna Karachkina desde el Observatorio Astrofísico de Crimea, en Naúchni.

## Designación y nombre
Stanislav recibió al principio la designación de 1982 UT5.
Más tarde, en 1997, se nombró en honor del escritor ucraniano Stanislav Telniuk (1935-1990).

## Características orbitales
Stanislav está situado a una distancia media del Sol de 2,225 ua, pudiendo alejarse hasta 2,426 ua y acercarse hasta 2,025 ua. Su inclinación orbital es 3,385 grados y la excentricidad 0,09015. Emplea 1213 días en completar una órbita alrededor del Sol. El movimiento de Stanislav sobre el fondo estelar es de 0,2969 grados por día.

## Características físicas
La magnitud absoluta de Stanislav es 13,8.